# GSA
GSA (general somatic afferent) — функциональный компонент спинального нерва, который получает сенсорные волокна от поверхности тела.
Нейроны GSA представлены в основном пятым черепным нервом на поверхности головы и всеми спинномозговыми нервами на поверхности тела и конечностей, которые чувствительны к прикосновению, температуре и вредным раздражителям. Тройничный, лицевой, языкоглоточный и блуждающий нервы передают возбуждение в спинномозговое ядро тройничного нерва.